# Karl Philipp Borromäus zu Schwarzenberg

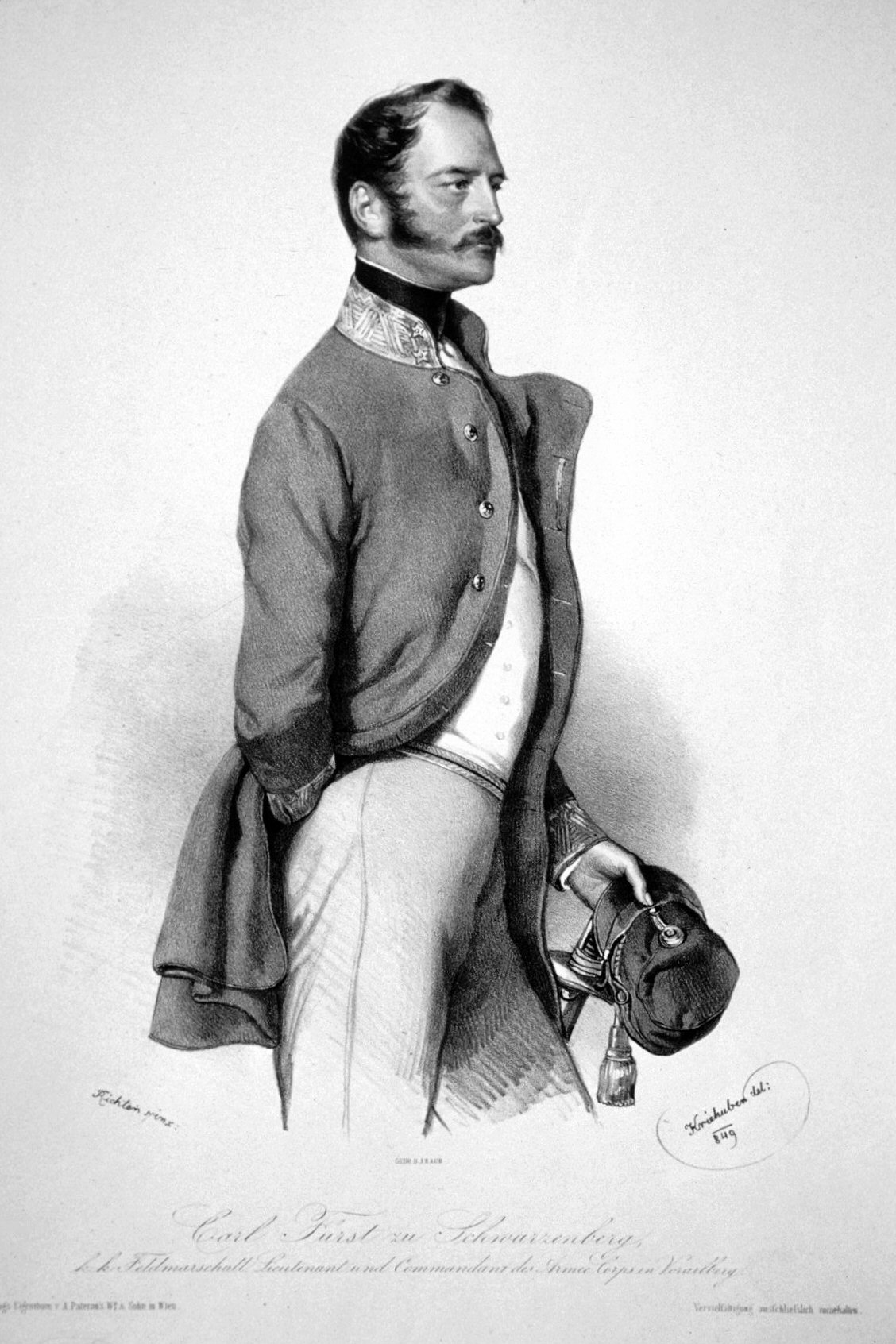
Karl Philipp Borromäus zu Schwarzenberg in 1849

Vorst Karl (II) Philipp Borromäus zu Schwarzenberg (Wenen, 21 januari 1802 - aldaar, 25 juni 1858) was een Oostenrijks officier.

## Biografie
Karl was een zoon van veldmaarschalk vorst Karl Philipp zu Schwarzenberg (1771–1822) en gravin Maria Anna von Hohenfeld (1768–1848), de weduwe van vorst Anton Esterházy. Ook zijn broers Friedrich Karl en Edmund behaalden hoge posities in het Oostenrijkse leger, namelijk generaal-majoor resp. veldmaarschalk.
In 1821 trad Schwarzenberg als kadet toe tot de Oostenrijkse infanterie. In 1834 werd hij tot kolonel bevorderd en in 1840 tot generaal-majoor. In 1848 volgde zijn benoeming tot veldmaarschalk-luitenant. Hij was betrokken bij de Eerste Italiaanse Onafhankelijkheidsoorlog van 1848-1849 en werd nadien naar Vorarlberg overgeplaatst. Eind dat jaar werd hij statthalter (gouverneur) en militair gouverneur van het Koninkrijk Lombardije-Venetië in Milaan, totdat hij in april 1851 tot burgerlijk en militair gouverneur van Zevenburgen werd benoemd. Als erkenning voor zijn verdiensten werd Schwarzenberg in 1852 de Orde van het Gulden Vlies verleend en in 1854 werd hij nog tot feldzeugmeister (artillerie-generaal) bevorderd.
Hij bleef tot 1858 in Zevenburgen, dat hij toen wegens een zware ziekte moest verlaten. Na een vergeefse kuur in Karlsbad stierf Schwarzenberg in juni 1858 in Wenen.